# سیارک ۳۷۱۴
سیارک ۳۷۱۴ (به انگلیسی: 3714 Kenrussell، نامگذاری:1983TT1) سه هزار و هفتصد و چهاردهمین سیارک کشف شده‌است که در ۱۲ اکتبر ۱۹۸۳ کشف شد.
قدر مطلق سیارک برابر ۱۲٫۸۰ است.